# Martino Giusti
Martino Giusti (Montpellier, 15 ottobre 1905 – Lucca, 1º dicembre 1987) è stato un arcivescovo cattolico italiano.

## Biografia
I genitori erano originari di Santa Maria del Giudice, paese del comune di Lucca. La famiglia rientrò a Santa Maria subito dopo la nascita di Martino. Martino Giusti studiò al seminario arcivescovile di Lucca e fu ordinato sacerdote nel giugno 1928. In considerazione delle notevoli doti in lui riscontrate dai docenti poté, anche grazie ad una borsa di studio della Cassa di risparmio di Lucca, andare a Roma dove si perfezionò, presso la Scuola vaticana di paleografia diplomatica e archivistica dell'Archivio segreto vaticano. A quell'epoca il viceprefetto dell'archivio era il lucchese monsignor Pietro Guidi, che lo seguì e lo incitò negli studi. In seguito si laureò in diritto canonico. Entrato a far parte del personale dell'Archivio segreto vaticano ebbe una brillante carriera e nel 1956 divenne prefetto, mantenendo la carica fino al 1984. Papa Giovanni Paolo II lo nominò arcivescovo titolare di Are di Numidia. Cessata l'attività in Vaticano si ritirò nel monastero della Visitazione di Via Elisa a Lucca (monache dell'Ordine della Visitazione di Santa Maria), dove morì il primo dicembre 1987 e dove è sepolto. La città di Lucca ha intitolato a Martino Giusti una piazzetta contigua a quella del Teatro del Giglio.

## Opera
Il Giusti fu autore di più di sessanta studi di materia storica. Tra questi si ricorda il volume "Rationes decimarum Italiae nei secoli XIII e XIV" relativo alla Tuscia. Fu membro della Pontificia Accademia delle Scienze.

## Genealogia episcopale
La genealogia episcopale è:
- Cardinale Scipione Rebiba
- Cardinale Giulio Antonio Santori
- Cardinale Girolamo Bernerio, O.P.
- Arcivescovo Galeazzo Sanvitale
- Cardinale Ludovico Ludovisi
- Cardinale Luigi Caetani
- Cardinale Ulderico Carpegna
- Cardinale Paluzzo Paluzzi Altieri degli Albertoni
- Papa Benedetto XIII
- Papa Benedetto XIV
- Papa Clemente XIII
- Cardinale Marcantonio Colonna
- Cardinale Giacinto Sigismondo Gerdil, B.
- Cardinale Giulio Maria della Somaglia
- Cardinale Carlo Odescalchi, S.I.
- Cardinale Costantino Patrizi Naro
- Cardinale Lucido Maria Parocchi
- Papa Pio X
- Papa Benedetto XV
- Papa Pio XII
- Cardinale Eugène Tisserant
- Cardinale Paolo Bertoli
- Arcivescovo Martino Giusti